# Discurso sobre a contaminação

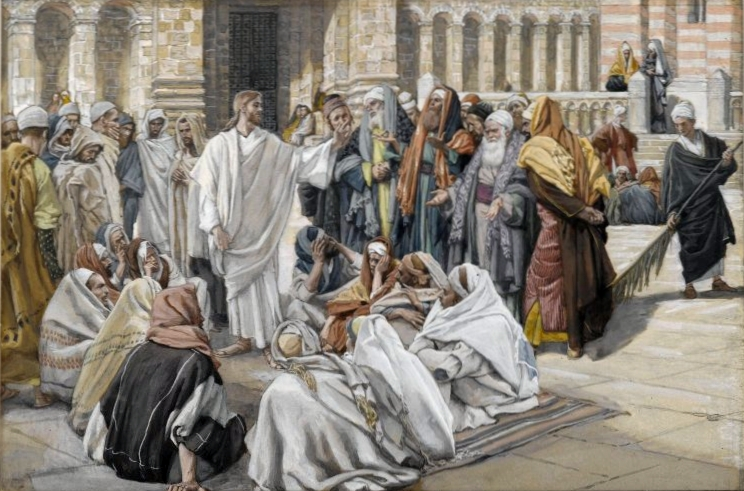
Os fariseus questionam Jesus.
1886-94. Por James Tissot, atualmente no Brooklyn Museum, em Nova Iorque.

O Discurso sobre a contaminação é um episódio da vida de Jesus no Novo Testamento. Ele aparece em Mateus 15:10–20 e em Marcos 7:14–23.

## Narrativa bíblica
No Evangelho de Mateus, os fariseus reclamam a Jesus que seus discípulos teriam quebrado a tradição dos anciãos, pois eles não lavaram suas mãos antes de comer. E a esta provocação, Jesus respondeu:
| “ | «Chamando a si a multidão, disse-lhe: Ouvi e entendei: Não é o que entra pela boca o que contamina o homem, mas o que sai da boca, é isso o que o contamina. Então os discípulos, aproximando-se de Jesus, perguntaram-lhe: Sabes que os fariseus, ouvindo o que disseste, ficaram escandalizados? Mas ele respondeu: Toda a planta que meu Pai celestial não plantou, será arrancada pela raiz. Deixai-os; são cegos, guias de cegos. Se um cego guiar outro cego, cairão ambos no barranco. Disse-lhe Pedro: Explica-nos a parábola. Respondeu Jesus: Também vós não entendeis ainda? Não sabeis que tudo o que entra pela boca, desce ao ventre e é lançado em lugar escuso? Mas tudo o que sai da boca, vem do coração, e isto contamina o homem. Pois do coração procedem maus pensamentos, homicídios, adultérios, fornicações, furtos, falsos testemunhos, blasfêmias. Estas coisas são as que contaminam o homem; porém o comer sem lavar as mãos não o contamina.» (Mateus 15:10–20) | ” |

O Evangelho de Marcos relata um episódio similar, no qual Jesus explica como um homem se contamina com o mal que sai dele:
| “ | «Chamando ele de novo a multidão, disse-lhe: Ouvi-me todos e entendei. Nada há fora do homem, que, nele entrando, possa contaminá-lo; pelo contrário as coisas que saem dele, são as que o contaminam. [Se alguém tem ouvidos para ouvir, ouça.] Tendo deixado a multidão, entrou em casa, e pediam-lhe seus discípulos a explicação da parábola. Ele respondeu: Assim também vós não entendeis? Não compreendeis que tudo o que está fora do homem, entrando nele, não pode contaminá-lo, porque não entra no coração, mas no ventre, e é lançado no lugar escuso? Isto disse, purificando todos os alimentos. Continuou: O que sai do homem, isso é o que o contamina. Pois de dentro, do coração dos homens, é que procedem os maus desígnios, as fornicações, os furtos, os homicídios, os adultérios, as avarezas, as malícias, o dolo, a lascívia, a inveja, a blasfêmia, a soberba e a loucura: todas estas más coisas procedem de dentro e contaminam o homem.» (Marcos 7:14–23) | ” |